# Iceland Foods
Iceland Foods Ltd ist eine britische Supermarktkette aus Wales, die vor allem Tiefkühlprodukte verkauft. Die Firma hat in Großbritannien im Sektor Lebensmittel einen Marktanteil von 2,2 %. Die Supermärkte im Heimatland treten unter der Marke Iceland auf.

## Geschichte
Das erste Geschäft wurde 1970 in Oswestry von Malcolm Walker und Peter Hinchcliffe eröffnet. Damals waren beide bei Woolworths angestellt, ihnen wurde gekündigt, als ihr Nebenjob bekannt wurde.
Iceland spezialisierte sich zunächst auf unverpackte Tiefkühlprodukte. Im Jahr 1977 eröffneten sie ein neues Geschäft in Manchester und verkauften auch abgepackte Produkte ihrer eigenen Marke. Im Jahr 1978 hatten sie bereits 28 Geschäfte.
Im Jahr 1983 erwarben sie 18 Geschäfte von St. Catherine's Freezer Centres. 1984 gingen sie an die Börse. Mit dem zusätzlichen Kapital konnten sie 1986 Orchard Frozen Foods und 1988 Bejam erwerben. Im Jahr 1993 übernahm Iceland die Markthallen des Kaufhauses Littlewoods. Die Übernahme der französischen Supermarktkette Au Gel war nicht erfolgreich, die Tochtergesellschaft wurde nach einem Jahr aufgegeben.
Im Mai 2000 fusionierte das Unternehmen mit Booker plc, der CEO wurde Stuart Rose von Booker. Im Jahr 2001 musste Malcolm Walker als Vorstand zurücktreten, nachdem bekannt wurde, dass er Unternehmensaktien im Wert von £13.5 Millionen verkauft hatte, bevor das Unternehmen eine Gewinnwarnung herausgab. Walker wurde 2005 erneut Vorstand.
Im Februar 2005 wurde das Unternehmen von der isländischen Baugur Group übernommen. Nach der Insolvenz der Baugur Group im Februar 2009 wurde ein Mehrheitsanteil von isländischen Banken übernommen und im Jahr 2012 an ein Konsortium verkauft, an dem Malcolm Walker und Graham Kirkham beteiligt waren.
Iceland betreibt auch Geschäfte in Spanien und Portugal (Länder mit vielen britischen Einwanderern) in Zusammenarbeit mit dem spanischen Einzelhändler Overseas, sowie in der Tschechischen Republik.
In Malta ist Iceland über Franchisenehmer aktiv. Zunächst wurden Produkte der Marke Iceland an Supermärkte geliefert. Das erste Geschäft entstand 2015 in Birkirkara. Weitere Geschäfte in Mosta, Qawra und Marsascala folgten.
Im Januar 2018 gab Iceland den Bau seines 16. Verteilungszentrums und die Schaffung von 1000 neuen Arbeitsplätzen bekannt.
Im September 2022 reichte die Supermarktkette beim EUIPO in einem 20 Jahre andauernden Rechtsstreit wegen der Verwendung des Namens „Iceland“ Berufung gegen eine Entscheidung zugunsten des Landes Island (englisch: Iceland) ein.

## Kritik
2018 gab Iceland bekannt, dass in den Produkten ihrer Marke kein Palmöl mehr verwendet wird, da die Produktion von Palmöl wegen Umweltschäden kritisiert wird. Im November 2018 wollte man dazu einen kurzen Animationsfilm mit einem Orang-Utan im britischen Fernsehen veröffentlichen. Die Kontrollinstanz Clearcast sah darin einen Verstoß gegen den „UK Code of Broadcast Advertising“. Da der Film zuvor von Greenpeace veröffentlicht worden war, wurde er als politisierte Werbung eingestuft.